# Paradombeya multiflora
Paradombeya multiflora är en malvaväxtart som beskrevs av James Sykes Gamble. Paradombeya multiflora ingår i släktet Paradombeya och familjen malvaväxter. Inga underarter finns listade i Catalogue of Life.